# Clement van Hassel

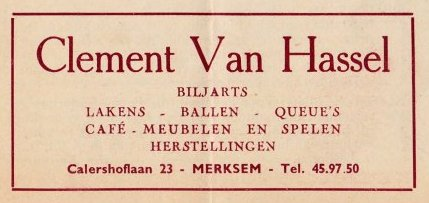
Werbeanzeige seines Unternehmens (1948)

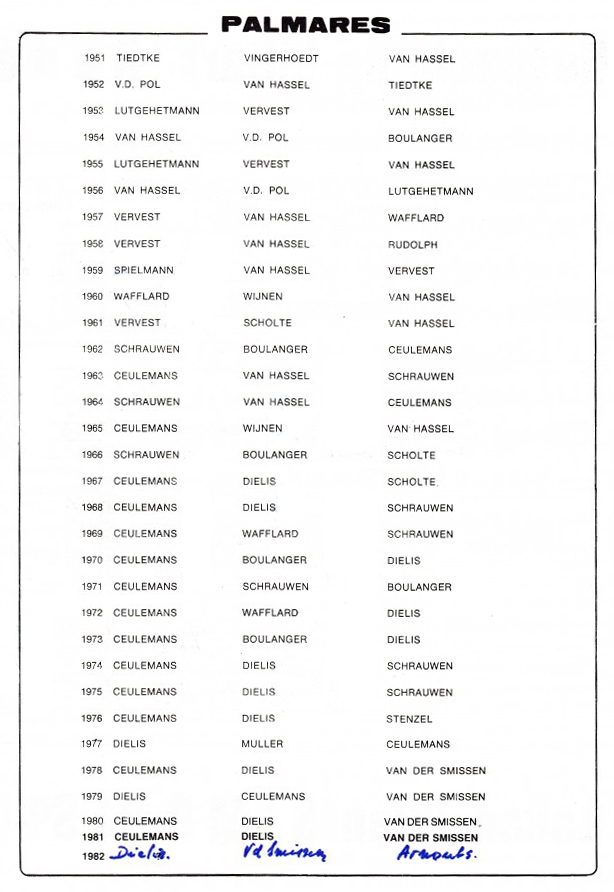
Medaillenliste des Pentathlon-Turniers

Clément van Hassel (* 16. März 1920 in Belgien; † 17. November 2003) war ein belgischer Karambolagespieler in den klassischen Disziplinen Freie Partie, Cadre und Einband.

## Karriere

### Sport
Clément van Hassel hatte das Pech der späten Geburt und kam in einem Alter, in dem Sportler damals mit Turnierteilnahmen anfingen und ihre Leistungen verbesserten in die kriegsbedingte Turnierspielpause, so dass er erst viel später als andere Spieler internationale Turniererfahrung sammeln konnte. Sofern van Hassel während der Kriegszeit trainieren und spielen konnte, viele Billardtische wurden aufgrund der Material- und Brennholzknappheit „zweckentfremdet“, nutzte er jede Chance dazu, um seine Leistung zu verbessern. Nach Kriegsende startete er, nicht wie allgemein üblich, bei nationalen Turnieren, sondern konzentrierte sich gleich auf Welt- und Europameisterschaften, und es dauerte nur drei Jahre bis zum ersten Europameistertitel und ein weiteres bis zum Weltmeister. Sieben weitere Europatitel folgten. Ab Anfang der 1950er Jahre spielte er dann auch verstärkt bei belgischen Meisterschaften mit. Neben den Turnierteilnahmen hatte van Hassel zwei Geschäfte zu versorgen und sich als Funktionär um die Vereinsarbeit und Turnierorganisation zu kümmern, so dass die Teilnahmen an Weltmeisterschaften aufgrund der erforderlichen Reisetätigkeit immer weniger wurden und er seinen Wirkungskreis einschränkte. Van Hassel gewann während seiner Karriere insgesamt 30 Medaillen bei Welt- und Europameisterschaften, davon acht Mal Gold, und 25 Medaillen bei Belgischen Meisterschaften, davon 10 Goldmedaillen.

### Funktionär und Unternehmer
1941 gründete sich im Büffet (Restaurations-/Schankbetrieb) der Antwerpener Royal Flemish Opera der Billardvereins „de Boerinnekes“ (flämisch für Bäuerinnen), dessen Mitglied van Hassel von Anfang an war. Er gehörte zu den aktiven Mitgliedern und war Mitorganisator des internationalen Pentathlonturniers und später Ehrenmitglied des Clubs. Der Saal besaß drei Tische, je ein Turnierbillard, ein Halbmatchbillard und ein Matchbillard. Während in der Oper die Vorstellung lief, wurde in der Bar Billard auf höchstem Niveau gespielt. Kurz vor der Pause der Opernaufführungen klingelte es in der Bar laut, dann wurden schnell alle Tische abgeräumt und das Billard abgedeckt um die Pausengäste empfangen zu können.
Bereits 1942 begannen erste Planungen, mit van Hassels Mitarbeit und Engagement, von einem international ausgerichteten Einladungsturnier im Pentathlon, dass 1951 erstmals ausgetragen wurde und bis 1982 jährlich stattfand. Im Laufe der Jahre nahm die Elite der Karambolagespieler teil, unter anderem: Piet van de Pol, Henny de Ruijter, René Vingerhoedt, Jos Vervest, August Tiedtke, Tony Schrauwen, Walter Lütgehetmann, Siegfried Spielmann, Henk Scholte, Johann Scherz, Dieter Müller, José Gálvez Manzano, Emile Wafflard, Laurent Boulanger, Léo Corin, Joaquín Domingo, Jean Marty, Raymond Ceulemans, Ludo Dielis, Jan Arnouts, Christ van der Smissen,… und natürlich van Hassel selbst.
1952 übernahm van Hassel die Bar dann selbst, vom Vorpächter Piet Meyers. Clément, der einen ruhigen Raum für sein Training suchte, fand ihn dort im angeschlossenen Kellergewölbe, in dem dann auch Tony Schrauwen trainierte und unterrichtete. Als die Fünfkampf-Weltmeisterschaft 1965 in Antwerpen ausgetragen wurde, war der japanische Teilnehmer Kōya Ogata regelmäßig in der Bar anwesend.
Clément und seine zweite Frau Polleke führten die Lokalität weitere 40 Jahre erfolgreich weiter. Anfang der 1990er wurde es ruhiger im Salon, Clément und Polleke gaben das Geschäft auf, der neue Manager kannte sich aber nicht mit Billard aus, 1995 gab er dann auf und schloss den Billardsalon nach über 50-Jährigem Bestehen für immer. Schon vor der Übernahme des Lokals betrieb van Hassel seit Mitte der 1940er Jahre einen Laden mit eigener Fabrikation für Billards und Zubehör.

## Ehrungen
- 2006 gab die belgische Post im Rahmen einer Sportserie eine Gedenkmarke im Nennwert von 0,52 € heraus.[6]

## Erfolge

### International
- Freie-Partie-Weltmeisterschaft:  1949  1953
- Cadre-47/2-Weltmeisterschaft:  1949, 1951
- Freie-Partie-Europameisterschaft:  1951/1, 1951/2, 1952, 1956  1950, 1959  1954, 1955
- Cadre-45/1-Europameisterschaft:  1947
- Cadre-45/2-Europameisterschaft:  1948
- Cadre-47/1-Europameisterschaft:  1953  1964
- Cadre-47/2-Europameisterschaft:  1952  1949, 1951, 1953  1950, 1965
- Cadre-71/2-Europameisterschaft:  1950, 1954  1951  1947, 1953
- Einband-Europameisterschaft:  1950  1953, 1964

Quellen: 

### National
- Belgische Einband-Meisterschaft:  1963, 1964
- Belgische Cadre-47/1-Meisterschaft:  1964  1960, 1963, 1965
- Belgische Cadre-47/2-Meisterschaft:  1950, 1951, 1952, 1953  1964, 1965  1949, 1954, 1956, 1958
- Belgische Cadre-71/2-Meisterschaft:  1947, 1948, 1952, 1953, 1965  1957  1958
- Belgische Freie-Partie-Meisterschaft:  1957, 1964

Quellen: